# Guvernul Ion C. Brătianu (2)
Guvernul Ion C. Brătianu (2) a fost un consiliu de miniștri care a guvernat Principatele Unite ale Moldovei și Țării Românești în perioada 25 noiembrie 1878 - 10 iulie 1879.

## Componența
- Președintele Consiliului de Miniștri

Ion C. Brătianu (25 noiembrie 1878 - 10 iulie 1879)
- Ministrul de interne

Ion C. Brătianu (25 noiembrie 1878 - 10 iulie 1879)
- Ministrul de externe

Ion Câmpineanu (25 noiembrie 1878 - 10 iulie 1879)
- Ministrul finanțelor

Dimitrie A. Sturdza (25 noiembrie 1878 - 10 iulie 1879)
- Ministrul justiției

Eugeniu Stătescu (25 noiembrie 1878 - 10 iulie 1879)
- Ministrul de război

ad-int. Ion C. Brătianu (25 noiembrie 1878 - 8 ianuarie 1879)
Colonel Nicolae Dabija (8 ianuarie - 10 iulie 1879)
- Ministrul cultelor și instrucțiunii publice

George Cantilli (25 noiembrie 1878 - 10 iulie 1879)
- Ministrul lucrărilor publice

Mihail Pherekyde (25 noiembrie 1878 - 10 iulie 1879)

## Sursa
- Stelian Neagoe - "Istoria guvernelor României de la începuturi - 1859 până în zilele noastre - 1995" (Ed. Machiavelli, București, 1995)

| Precedat(ă) de: Guvernul Ion C. Brătianu (1) | Guvernul Ion C. Brătianu (2) 25 noiembrie 1878 - 10 iulie 1879 | Succedat(ă) de: Guvernul Ion C. Brătianu (3) |